# 洪悅郎
洪悅郎（日语：／ Kō Yoshirō，1924年3月20日—2009年1月4日）是一名日本建築學家，出生於東京都。
他的家族源自於萬曆朝鮮之役期間，從朝鮮半島被送至日本的學者兼書法家洪浩然。洪悅郎畢業於東京大學建築學科，後進入東京大學研究所深造，但未完成學業即中途退學，隨後在東京大學工學部任助教授，後升任教授。之後，他於1984年成為北海道大學工學部教授，1989年出任室蘭工業大學工學部教授，並於1994年退休。他曾擔任日本混凝土工學會會長，並在日本建築學會擔任副會長。
洪悅郎於1986年獲頒北海道新聞文化獎，1991年獲頒紫綬褒章，1996年獲頒勳二等瑞寶章。2009年1月4日，他因心臟衰竭在東京都目黑區的醫院辭世，安葬於多磨靈園。

## 備註
1. ↑  . 佐賀新聞. 2008-9-30  [2009-11-3].
2. ↑  . 北海道新聞社.   [2023-12-20]. （原始内容存档于2025-04-27）.
3. ↑  「96秋の叙勲受章者　勳一等・勳二等」『読売新聞』1996年11月3日朝刊
4. ↑  . 高知新聞. 2009-1-07  [2009-11-3]. （原始内容存档于2009-12-01）.

## 外部連結
- 北海道大学 大学院工学研究科 大学院情報科学研究科 工学部 広報 訃報 （页面存档备份，存于）